# Cordulia aenea
Cordulia aenea е вид водно конче от семейство Corduliidae. Видът не е застрашен от изчезване.

## Разпространение и местообитание
Разпространен е в Австрия, Азербайджан, Албания, Беларус, Белгия, Босна и Херцеговина, България, Великобритания, Германия, Гърция, Дания, Естония, Ирландия, Италия, Латвия, Литва, Лихтенщайн, Люксембург, Нидерландия, Норвегия, Полша, Северна Македония, Румъния, Русия, Словакия, Словения, Сърбия, Турция, Украйна, Унгария, Финландия, Франция, Хърватия, Черна гора, Чехия, Швейцария и Швеция.
Среща се на надморска височина от -3 до 58,6 m.